# Liga MX Sub-20
La Liga MX Sub-23 también conocida simplemente como Liga Bancomer BBVA Sub-23 por motivos de patrocinio, es la categoría masculina Sub-20 de la Primera División de México. Incluye los equipos juveniles de los dieciocho clubes que actualmente juegan en la Primera División de México también conocida simplemente como Liga MX. Los torneos son organizados por la Federación Mexicana de Fútbol Asociación. Se juegan dos torneos cortos por ciclo anual futbolístico (cada uno con su campeón) denominados Apertura y Clausura (en ese orden). El campeonato se define por medio de una fase final posterior a cada fase regular, conocida como liguilla; clasifican a ella los ocho primeros lugares de la tabla general.
A partir de la edición Apertura 2023 la sub-20 sube hasta la sub-23 y será la única edición con los 18 equipos ya que para el Clausura 2024 se unirá a la Liga de Expansión en una fusión, aunque a finales de noviembre se pospuso para la siguiente temporada 2024-25.

## Participantes

### Temporada Apertura 2024
| Equipos de la temporada Apertura 2024 |                         |
| Equipo                                | Ciudad                  |
| Club América Sub-23                   | Ciudad de México        |
| Atlas F. C. Sub-23                    | Guadalajara             |
| Atlético de San Luis Sub-23           | San Luis Potosí         |
| C. D. Cruz Azul Sub-23                | Ciudad de México        |
| C. D. Guadalajara Sub-23              | Zapopan                 |
| Club León Sub-23                      | León de Los Aldama      |
| F. C. Juárez Sub-23                   | Ciudad Juárez           |
| Mazatlán F. C. Sub-20                 | Mazatlán                |
| C. F. Monterrey Sub-23                | Monterrey               |
| Club Necaxa Sub-23                    | Aguascalientes          |
| C. F. Pachuca Sub-23                  | Hidalgo                 |
| Club Puebla Sub-23                    | Puebla de Zaragoza      |
| Querétaro F. C. Sub-23                | Santiago de Querétaro   |
| Santos Laguna Sub-23                  | Torreón                 |
| Tigres de la UANL Sub-23              | San Nicolás de la Garza |
| Club Tijuana Sub-23                   | Tijuana                 |
| Deportivo Toluca F. C. Sub-23         | Toluca                  |
| Universidad Nacional Sub-23           | Ciudad de México        |

## Historial
A continuación se muestra el listado de campeonatos:
| Temporada           | Campeón                                             | Resultado                                           | Subcampeón                                          |
| Liga BBVA MX Sub-20 | Liga BBVA MX Sub-20                                 | Liga BBVA MX Sub-20                                 | Liga BBVA MX Sub-20                                 |
| ------------------- | --------------------------------------------------- | --------------------------------------------------- | --------------------------------------------------- |
| 2009-10             | Tigres de la UANL Sub-20                            | Formato de liga a puntos.                           | C. D. Guadalajara Sub-20                            |
| Apertura 2010       | Club América Sub-20                                 | 3-1                                                 | Tigres de la UANL Sub-20                            |
| Clausura 2011       | Club América Sub-20                                 | 6-4                                                 | Atlas F. C. Sub-20                                  |
| Apertura 2011       | Club América Sub-20                                 | 3-2                                                 | Santos Laguna Sub-20                                |
| Clausura 2012       | Club América Sub-20                                 | 2-0                                                 | Universidad Nacional Sub.20                         |
| Apertura 2012       | C. F. Monterrey Sub-20                              | 3-1                                                 | Monarcas Morelia Sub-20                             |
| Clausura 2013       | C. D. Guadalajara Sub-20                            | 4-2                                                 | Tigres de la UANL Sub-20                            |
| Apertura 2013       | Santos Laguna Sub-20                                | 3-2                                                 | Club León Sub-20                                    |
| Clausura 2014       | C. F. Pachuca Sub-20                                | 8-4                                                 | Club Puebla Sub-20                                  |
| Apertura 2014       | C. D. Guadalajara Sub-20                            | 4-3                                                 | C. F. Pachuca Sub-20                                |
| Clausura 2015       | C. F. Pachuca Sub-20                                | 2-1                                                 | Club León Sub-20                                    |
| Apertura 2015       | Santos Laguna Sub-20                                | 3-3 (3-0, pen.)                                     | Club Tijuana Sub-20                                 |
| Clausura 2016       | Querétaro F. C. Sub-20                              | 3-3 (4-3, pen.)                                     | Club Tijuana Sub-20                                 |
| Apertura 2016       | Atlas F. C. Sub-20                                  | 3-2 (4-3, pen.)                                     | Club León Sub-20                                    |
| Clausura 2017       | C. D. Guadalajara Sub-20                            | 3-2                                                 | Club América Sub-20                                 |
| Apertura 2017       | Santos Laguna Sub-20                                | 1-0                                                 | Atlas F. C. Sub-20                                  |
| Clausura 2018       | Tigres de la UANL Sub-20                            | 3-1                                                 | Club América Sub-20                                 |
| Apertura 2018       | C. D. Guadalajara Sub-20                            | 2-0                                                 | Club León Sub-20                                    |
| Clausura 2019       | Atlas F. C. Sub-20                                  | 4-2                                                 | C. F. Monterrey Sub-20                              |
| Apertura 2019       | Santos Laguna Sub-20                                | 2-1                                                 | Club Tijuana Sub-20                                 |
| Clausura 2020       | Torneo finalizado debido a la pandemia del COVID-19 | Torneo finalizado debido a la pandemia del COVID-19 | Torneo finalizado debido a la pandemia del COVID-19 |
| Guard1anes 2020     | C. D. Guadalajara Sub-20                            | 5-3                                                 | Atlas F. C. Sub-20                                  |
| Guard1anes 2021     | C. F. Monterrey Sub-20                              | 0-0 (2-1 pró.)                                      | C. F. Pachuca Sub-20                                |
| Apertura 2021       | Santos Laguna Sub-20                                | 4-2                                                 | C. D. Cruz Azul Sub-20                              |
| Clausura 2022       | Club América Sub-20                                 | 5-1                                                 | Tigres de la UANL Sub-20                            |
| Apertura 2022       | Universidad Nacional Sub-20                         | 5-1                                                 | Atlas F. C. Sub-20                                  |
| Clausura 2023       | Deportivo Toluca Sub-20                             | 2-1                                                 | Club América Sub-20                                 |
| Liga BBVA MX Sub-23 |                                                     |                                                     |                                                     |
| Apertura 2023       | C. D. Guadalajara Sub-23                            | 2 - 0                                               | Tigres de la UANL Sub-23                            |
| Clausura 2024       | C. F. Pachuca Sub-23                                | 2 - 1                                               | C. Necaxa Sub-23                                    |
| Apertura 2024       | C. Atlético de San Luis Sub-23                      | 3 - 2                                               | Tigres de la UANL Sub-23                            |
| Clausura 2025       | Deportivo Toluca Sub-23                             | 5 - 2                                               | F. C. Juárez Sub-23                                 |

## Palmarés

### Sub-20
| Club                         | Títulos | Subtítulos | Años de los campeonatos                 | Años subcampeón                 |
| ---------------------------- | ------- | ---------- | --------------------------------------- | ------------------------------- |
| Club América Sub-20          | 5       | 3          | A-2010, C-2011, A-2011, C-2012 y C-2022 | C-2017, C-2018 y C-2023         |
| C. D. Guadalajara Sub-20     | 5       | 1          | C-2013, A-2014, C-2017, A-2018 y G2020  | 2010                            |
| Santos Laguna Sub-20         | 5       | 1          | A-2013, A-2015, A-2017, A-2019 y A-2021 | A-2011                          |
| Atlas F. C. Sub-20           | 2       | 4          | A-2016 y C-2019                         | C-2011, A2017, G-2020 y A-2022  |
| Tigres de la UANL Sub-20     | 2       | 3          | 2010 y C-2018                           | A-2010, C-2013 y C-2022         |
| C. F. Pachuca Sub-20         | 2       | 2          | C-2014 y C-2015                         | A-2014 y G-2021                 |
| C. F. Monterrey Sub-20       | 2       | 1          | A-2012 y G-2021                         | C-2019                          |
| Querétaro F. C. Sub-20       | 1       | 0          | C-2016                                  |                                 |
| Universidad Nacional Sub-20  | 1       | 1          | A-2022                                  | C-2012                          |
| Deportivo Toluca F.C. Sub-20 | 1       | 0          | C-2023                                  |                                 |
| Club León Sub-20             | 0       | 4          |                                         | A-2013, C-2015, A-2016 y A-2018 |
| Club Tijuana Sub-20          | 0       | 3          |                                         | A-2015, C-2016 y A-2019         |
| Monarcas Morelia Sub-20      | 0       | 1          |                                         | A-2012                          |
| Club Puebla Sub-20           | 0       | 1          |                                         | C-2014                          |
| C. D. Cruz Azul Sub-20       | 0       | 1          |                                         | A-2021                          |

### Sub-23
| Club                           | Campeón | Subcamp. | Años de los campeonatos | Años de Subcampeón |
| ------------------------------ | ------- | -------- | ----------------------- | ------------------ |
| C. D. Guadalajara Sub-23       | 1       | 0        | A-2023                  |                    |
| C. F. Pachuca Sub-23           | 1       | 0        | C-2024                  |                    |
| C. Atlético de San Luis Sub-23 | 1       | 0        | A-2024                  |                    |
| Deportivo Toluca Sub-23        | 1       | 0        | C-2025                  |                    |
| Tigres de la UANL Sub-23       | 0       | 2        |                         | A-2023, A-2024     |
| C. Necaxa Sub-23               | 0       | 1        |                         | C-2024             |
| Fútbol Club Juárez Sub-23      | 0       | 1        |                         | C-2025             |